# Satellitstat
En satellitstat, lydstat, vasalstat eller marionetstat  er en – normalt mindre – stat, som formelt set er selvstændig, men som i praksis helt forvaltes af, politisk domineres af eller står i stærkt afhængighedsforhold til en tilgrænsende stormagt eller i hvert fald dominerende stat.
Udtrykket blev bl.a. brugt om de stater i Østeuropa, bl.a. DDR, der fra 1945 og frem til begyndelsen af 1990'erne domineredes af Sovjetunionen.
Udtrykket marionetregering benyttes ofte om regeringen i en satellitstat. 
| Politik | Spire Denne artikel om politik og ideologi er en spire som bør udbygges. Du er velkommen til at hjælpe Wikipedia ved at udvide den. |